# Zygmunt Giżycki
Zygmunt Giżycki herbu Gozdawa (1397–1461).
Syn Wacława, brat Pawła Giżyckiego – biskupa płockiego. Studiował na Akademii Krakowskiej, a następnie w Bolonii gdzie 5 kwietnia 1446 otrzymał tytuł doktora prawa kanonicznego. Proboszcz w Płocku, prepozyt.  